# Antoine Lemoine
Pour les articles homonymes, voir Lemoine.
Antoine Lemoine, né le 13 juillet 1888 à Épinal et mort le 12 septembre 1958 à Précy-sur-Vrin, est un juriste, préfet et homme politique français.
À l'époque du régime de Vichy, il est secrétaire d'État à l'Intérieur dans le gouvernement de Laval, du 30 décembre 1943 au 13 juin 1944. Il est remplacé par Joseph Darnand.
Après la guerre, il est condamné à cinq ans de dégradation nationale, condamnation relevée pour faits de Résistance.

## Biographie
Antoine Lemoine est le fils d'Anatole Lemoine, conseiller de préfecture puis sous-préfet. Après des études de droit, Antoine commence sa carrière professionnelle en 1910 à la préfecture de Meurthe-et-Moselle,. Il devient chef de cabinet du préfet de Seine-et-Oise. Au cours de la Première Guerre mondiale, il est mobilisé en 1914-1915,. À partir de 1916, il est sous-préfet de Loches (Indre-et-Loire) puis de Doullens (Somme),. De 1919 à 1922 il est sous-préfet de Soissons (Aisne),.
En 1929, il est affecté au ministère de la Marine marchande comme directeur de cabinet du ministre Louis Rollin,. Puis il devient préfet de l'Ain (1930-1931), puis de l'Indre (1931-1934), de l'Indre-et-Loire (1934-1936), du Gard (1936-1938) et du Loiret (1938-1940),, où il vit la conquête allemande de la France. Comme beaucoup d'Orléanais, il fuit juste avant l'armistice. Révoqué le 21 juin 1940 pour abandon de poste par le gouvernement de Vichy et mis en disponibilité, il est ensuite nommé préfet de la Loire le 26 septembre 1940 ; quatre mois après, le 1er février 1941, il est relevé de ses fonctions pendant la vague d'épuration effectuée par ce régime (en application de la loi du 17 juillet 1940),.
le 1er février 1941, il obtient le poste de directeur des Communications, puis il est nommé le 28 avril 1942 préfet du département de la Haute-Vienne et préfet de région à Limoges, dans la partie occupée de la France,.
En novembre 1942, à la suite du débarquement allié en Afrique du Nord, la zone libre est occupée par la Wehrmacht, mais le gouvernement français et donc les préfectures restent en fonction, comme dans l'ensemble du territoire métropolitain.
Le 8 janvier 1943, Lemoine est nommé préfet des Bouches-du-Rhône et préfet régional de Marseille. Les 22-24 janvier 1943, alors que Lemoine est préfet régional, 1 642 Juifs sont déportés lors de la rafle de Marseille.
Lemoine est nommé, le 30 décembre 1943, secrétaire d'État à l'Intérieur, jusqu'au 13 juin 1944, date à laquelle il est remplacé par Joseph Darnand, secrétaire général au Maintien de l'ordre, qui voit son titre changé en secrétaire d’État à l’Intérieur.
Après la guerre, comme ancien membre du gouvernement de Vichy, il est condamné par la Haute Cour de justice à cinq ans de privation des droits civils ; la dégradation est immédiatement levée, car il peut prouver qu'il a soutenu la Résistance.

## Décorations
- Officier de la Légion d'honneur (29 janvier 1939)[9]
- Croix de guerre 1914–1918
- Chevalier de l'ordre du Mérite agricole
- Ordre de l'Empire britannique à titre civil (commandeur)
- Commandeur de l'ordre du Nichan Iftikhar
- Officier de l'ordre du Dragon d'Annam
- Ordre de la Francisque[10]